# Національна премія України імені Тараса Шевченка
Націона́льна пре́мія Украї́ни і́мені Тара́са Шевче́нка часто згадується просто як Шевченківська премія — державна нагорода України, найвища в Україні творча відзнака за вагомий внесок у розвиток культури й мистецтва. Заснована 1961 року.
Національна премія встановлена для нагородження за найвидатніші твори літератури й мистецтва, публіцистики й журналістики, які є вершинним духовним надбанням Українського народу, утверджують високі гуманістичні ідеали, збагачують історичну пам'ять народу, його національну свідомість і самобутність, спрямовані на державотворення й демократизацію українського суспільства.

## Історія премії

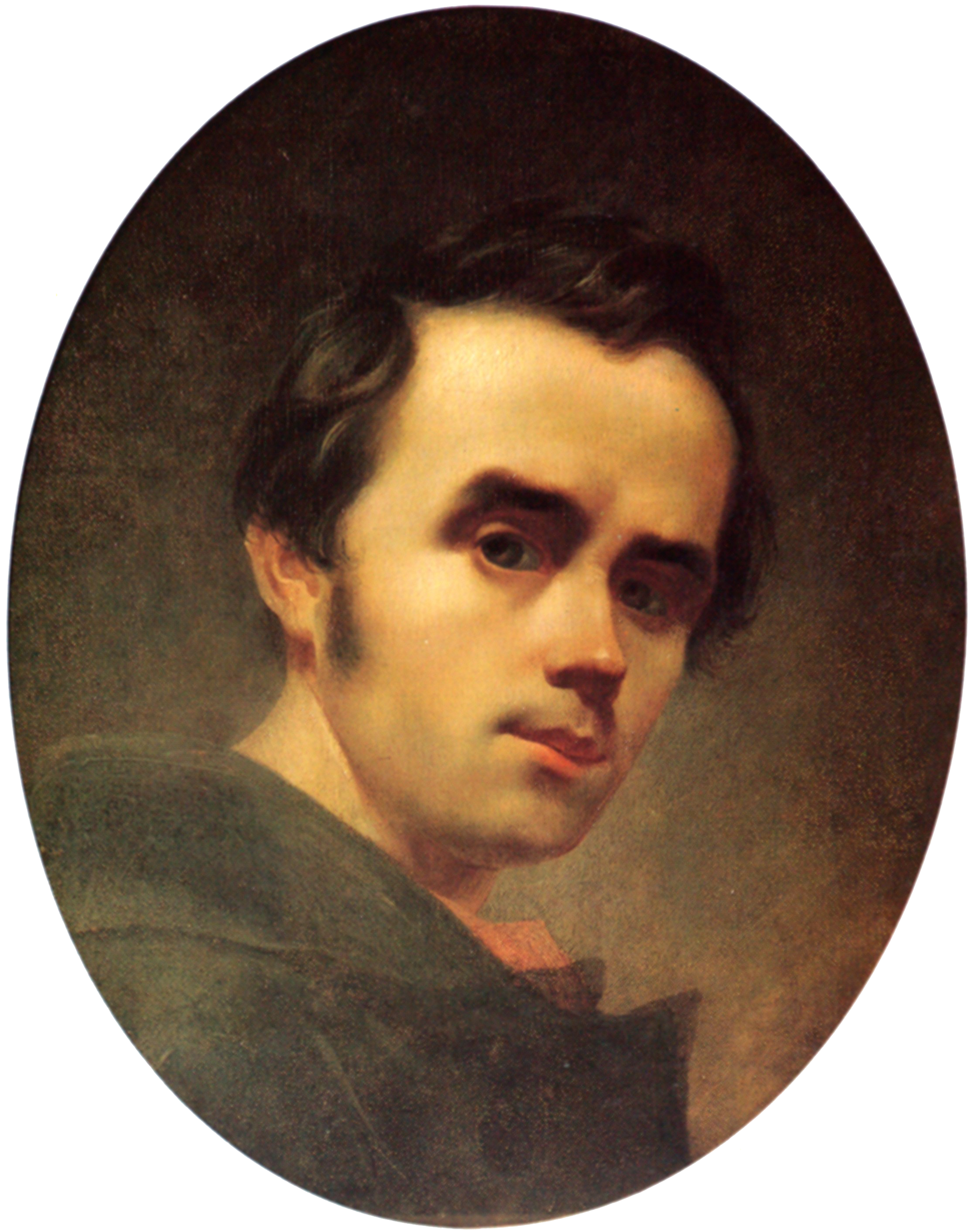
Тарас Шевченко

20 травня 1961 року постановою Ради Міністрів УРСР № 646 було засновано Республіканську премію імені Т. Г. Шевченка. Нею нагороджували видатних митців за високоідейні й високохудожні твори й роботи в галузі літератури, образотворчого мистецтва, музики, театрального мистецтва й кінематографії.
Першими Диплом і Почесний знак лавреата 9 березня 1962 року отримали Павло Тичина, Олесь Гончар у галузі літератури й Платон Майборода в галузі музики.
23 квітня 1969 року Постановою № 285 ЦК КПУ і Ради Міністрів УРСР створено Комітет по Державних преміях Української РСР імені Т. Г. Шевченка в галузі літератури, мистецтва й архітектури при Раді Міністрів УРСР і встановлено 5 щорічних премій.
З 1976 кількість Премій збільшили до 8.
У період з 1969 по 1988 рік було присуджено 22 Премії в галузі архітектури. З 1988 року премії з архітектури почали присуджувати окремо створеним Комітетом.
З 1982 року одну Премія з 9 присуджували за кращий твір літератури й мистецтва для дітей і юнацтва.
Лавреатами в цій номінації стали:
- Георгій Якутович — за ілюстрації до книжок «Повість минулих літ», «Слово по Ігорів похід», «Карби. Чічка. Злодія зловили» М. Черемшини, «Козак Голота» М. Пригари (1983).
- Микола Вінграновський — за збірки творів для дітей «Літній ранок», «Літній вечір», «Ластівка біля вікна», «На добраніч» (1984).
- Євген Гуцало — за повість «Саййора», збірку оповідань «Пролетіли коні»; Попенко Д. П., Лось Л. Ф. — архітектори, Пухова І. П. — інженер-конструктор — за комплекс Республіканського науково-методичного центру охорони здоров'я матері й дитини (1985).
- Михайло Бєліков — автор сценарію, режисер-постановник, Василь Трушковський — оператор-постановник, Олексій Левченко — художник-постановник — за фільми «Ніч коротка», «Які ж були ми молоді» Київської кіностудіі художніх фільмів ім. О. П. Довженка (1986).
- Олексій Дмитренко — за художньо-документальну повість «Аист» (1987).
- Володимир Дахно — режисер-постановник, Едуард Кирич — художник-постановник, Анатолій Гаврилов — кінооператор — за цикл мультиплікаційних фільмів про пригоди запорозьких козаків, створений на Київський кіностудії науково-популярних фільмів (1988).
- Народна самодіяльна хорова капела хлопчиків і юнаків «Дударик» Львівського обласного Будинку вчителя — за концертні програми останніх літ (1989).
- Дмитро Білоус — за збірку поезій «Диво калинове» (1990).
- Іван Білик — за історичний роман «Золотий Ра» (1991).
- Олександр Костін — за оперу-казку «Золоторогий олень», балет «Русалонька» (1992).
- Ярема Гоян — за повість «Таємниця Лесикової скрипки» (1993).
- Олена Апанович — за книжку «Гетьмани України й кошові отамани Запорозької Січі»; Олесь Лупій — за роман «Падіння давньої столиці», повість «Гетьманська булава» (1994).
- Богдан-Юрій Янівський — за цикл музичних творів великої форми для дітей: оперу «Царівна Жаба»; мюзикли «Лис Микита», «Перстень спокуси», «Том Сойєр» (1996).

Посмертно Премію було присуджено прозаїку Григорію Тютюннику (1963), композитору й хоровому диригенту Григорію Верьовці (1968), композитору Борису Лятошинському (1971), архітектору Петру Жилицькому (1971), композитору Борису Шостаковичу (1976), журналісту Абраму Фріману (1977), письменнику й кіносценаристу Василю Земляку (1978), кіноактору Івану Миколайчуку (1988), Григору Тютюннику (1989), поету Василю Стусу (1991), кінорежисеру Володимиру Костенку (1991), кінорежисеру Сергію Параджанову (1991), письменнику Борису Антоненку-Давидовичу (1992), поету, публіцисту й прозаїку Івану Багряному (1992), журналістці Лідії Коваленко й письменнику Володимиру Маняку (1993), літературному критику й дисиденту Івану Світличному (1994), художнику Віктору Зарецькому (1994), композитору Володимиру Івасюку (1994), поету Василю Симоненку (1995), мистецтвознавцю Вірі Свєнціцькій (1995), перекладачу-поліглоту Григорію Кочуру (1995), живописцю Івану Задорожному (1995), співаку Назарію Яремчуку (1996), художнику-монументалісту Івану Литовченку (1998), кінооператору Вілену Калюті (2000), поету Борису Нечерді (2000), митцю Василю Рябенькому (2014).
В історії Національної премії України імені Тараса Шевченка трапився випадок, коли цією державною нагородою було двічі відзначено художника Георгія Якутовича. Перший раз у 1983 році за ілюстрації до книжок «Повість минулих літ», «Слово про Ігорів похід», «Карби. Чічка. Злодія ловили» М. Черемшини, «Козак Голота» М. Пригари, удруге — у 1991 році разом із режисером-постановником Сергієм Параджановим, оператором Юрієм Ільєнком, виконавицею головної ролі Ларисою Кадочниковою за художній фільм «Тіні забутих предків» Київської кіностудії художніх фільмів ім. О. П. Довженка.
Положенням про Державну премію України імені Тараса Шевченка № 1146/96 від 29 листопада 1996 року була встановлена Мала Державна премія України імені Тараса Шевченка. Проіснувала три роки. Її лавреатами стали: Олесь Ульяненко, письменник (1997); Ольга Нагорна, Михайло Дідик, артисти (1998); Богдан Мазур, скульптор (1999).
Відповідно до Указу Президента України від 27.09.1999 р. № 1228/99 та з метою піднесення ролі й престижу Державної премії України імені Тараса Шевченка як найвищої в Україні мистецької нагороди, премія отримала нову назву — «Національна премія України імені Тараса Шевченка». Було встановлено, що статус лавреата Державної премії України імені Тараса Шевченка прирівнюється до статусу лавреата Національної премії України імені Тараса Шевченка.
Упродовж 1962—2020 років Шевченківською премією відзначено понад 660 осіб і 15 великих і малих колективів, зокрема, Державна академічна заслужена капела УРСР «Думка», Черкаський державний заслужений український народний хор, Державна заслужена капела бандуристів УРСР, Народна самодіяльна хорова капела хлопчиків і юнаків «Дударик» Львівського обласного будинку вчителя, Державна заслужена капела України «Трембіта», зарубіжні колективи Державний Кубанський козачий хор, Хор імені О.Кошиця (Канада), Капела бандуристів імені Т. Шевченка (м. Детройт, США) й 6 малих — сестри Байко, тріо бандуристок, квартет «Явір», гурт «Пікардійська терція», струнний квартет ім. Лисенка, гурт «Даха Браха».
Премією відзначено видатних зарубіжних діячів культури поета, перекладача поезій Тараса Шевченка Миколу Тихонова (1964); актора Владислава Дворжецького (1975); композитора Дмитра Шостаковича (1976); актора В'ячеслава Тихонова (1980); актора Сергія Бондарчука (1982); літератора Роберта Конквеста (1994); публіциста Романа Рахманного (1994); літературознавця й мистецтвознавця Юрія Шевельова (Шереха) (2000); польського поета Євстахія Лапського (2007); богослова, перекладача Раймонда Турконяка (2007); письменницю й перекладача Віру Вовк (2008); літературознавця, поета й перекладача Ігоря Качуровського (2006). Останніми роками було відзначено творчість режисера й хореографа Марії Курочки (2014), письменниці Емми Андієвської (2017), публіциста Сергія Плохія (2018).
Шевченківську премію було присуджено радянському державному діячеві — Микиті Хрущову в 1964 році. Не була вручена.
26 липня 2025 року Президент України Володимир Зеленський видав Указ № 552/2025 «Про заходи до 65-річчя від заснування Національної премії України імені Тараса Шевченка», а також іншим указом збільшив кількість номінацій та відповідно максимальну кількість щорічних премій до 13.

## Положення про Премію
Національна премія України імені Тараса Шевченка є державною нагородою України за найвидатніші твори літератури й мистецтва, публіцистики й журналістики, які є вершинним духовним надбанням Українського народу, утверджують високі гуманістичні ідеали, збагачують історичну пам'ять народу, його національну свідомість і самобутність, спрямовані на державотворення й демократизацію українського суспільства.
Присудження Національної премії провадиться Указом Президента України.
Національну премію присуджують творцям (авторам, виконавцям) нових оригінальних творів, опублікованих (випущених у світ) протягом останніх п'яти років, у таких номінаціях:
1. література;
2. публіцистика, журналістика;
3. музичне мистецтво;
4. театральне мистецтво;
5. кіномистецтво;
6. візуальне мистецтво;
7. літературознавство і мистецтвознавство[4]

Щорічно може бути присуджено не більше семи Національних премій.
Починаючи з 2026 року щорічно буде присуджуватися до тринадцяти Національних премій за такими номінаціями:
1. проза;
2. поезія;
3. літературознавство і мистецтвознавство;
4. публіцистика і журналістика;
5. музичне мистецтво;
6. концертно-виконавське мистецтво;
7. театральне мистецтво;
8. кіномистецтво;
9. візуальні мистецтва;
10. фотомистецтво;
11. декоративно-прикладне мистецтво;
12. дизайн (за видами, щорічно визначеними Комітетом з Національної премії України імені Тараса Шевченка);
13. творче кураторство культурно-мистецьких проєктів.

## Шевченківський комітет
Комітет із Національної премії України імені Тараса Шевченка є допоміжним органом, що забезпечує здійснення Президентом України повноважень із нагородження Національною премією України імені Тараса Шевченка
У різні роки Шевченківський комітет очолювали: драматург, академік Олександр Корнійчук (1961—1972), літературознавець Микола Шамота (1972—1979), прозаїк Павло Загребельний (1980—1987), державний діяч Марія Орлик (1987—1990), поет, академік, політичний і громадський діяч Борис Олійник (двічі: лютий-грудень 1991 р., 2010—2016), прозаїк, громадський діяч, академік Олесь Гончар (1992—1995), письменник, політичний і громадський діяч Володимир Яворівський (1996—1999), літературознавець, академік Іван Дзюба (1999—2005), поет, дипломат Роман Лубківський (2005—2008), літературознавець, академік, Микола Жулинський (2008—2010), письменник, дипломат, науковець Юрій Щербак (2016—2019), письменник, публіцист, телеведучий Юрій Макаров (2019—2023), актор Євген Нищук (з 22 травня 2023).
16 березня 2023 року усі члени комітету склали свої повноваження через тиск з боку влади.

## Грошова частина Шевченківської премії
2006 — 100 тисяч гривень
2007 — 130 тисяч гривень
2008 — 130 тисяч гривень
2009 — 160 тисяч гривень
2010 — 130 тисяч гривень
2011 — 250 тисяч гривень
2012 — 260 тисяч гривень
2013 — 260 тисяч гривень
2014 — 260 тисяч гривень
2015 — 240 тисяч гривень
2016 — 192 тисячі гривень
2017 — 240 тисяч гривень
2018—240 тисяч гривень
2019—200 тисяч гривень
2020—200 тисяч гривень
2021—240 тисяч гривень
2022—397 тисяч гривень

## Диплом і почесний знак

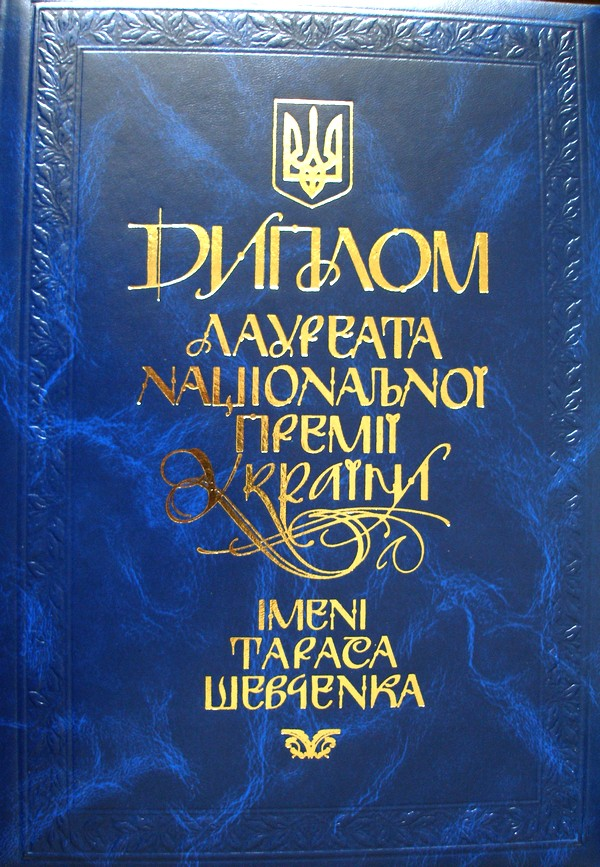
Диплом лауреата Шевченківської премії

Диплом лавреата Національної премії України імені Тараса Шевченка являє собою папку темно-синього кольору, на лицьовому боці якої вміщено зображення малого Державного Герба України й розташовано напис «Диплом лауреата Національної премії України імені Тараса Шевченка». По периметру папка облямована лиштвою з тисненим зображенням лаврового листя.
Розмір папки 220×317 мм.
Внутрішні сторони Диплома мають вклейки зі сріблястого картону розміром 210×310 мм. По периметру вклейки прикрашені орнаментом із лаврового листя золотавого кольору.
На лівій вклейці вміщено зображення автопортрета Тараса Шевченка в молодому віці в обрамленні рослинного орнаменту.
На правій вклейці у верхній частині — зображення малого Державного Герба України й надрукований під ним на тлі фонового зображення Почесного знака лавреата Національної премії України імені Тараса Шевченка текст темно-краповою фарбою: «Національна премія України імені Тараса Шевченка» в чотири рядки, під ним чорною фарбою — «Указом
Президента України ___» (вказуються дата видання й номер Указу) у два рядки, нижче темно-краповою фарбою — «присуджена» й прізвище, ім'я, по батькові лавреата в родовому відмінку із зазначенням номінації, у якій присуджено премію.
У нижньому лівому куті правої вклейки напис чорною фарбою: «Голова Комітету з Національної премії України імені Тараса Шевченка». Праворуч — вільне місце для підпису голови Комітету й печатки.

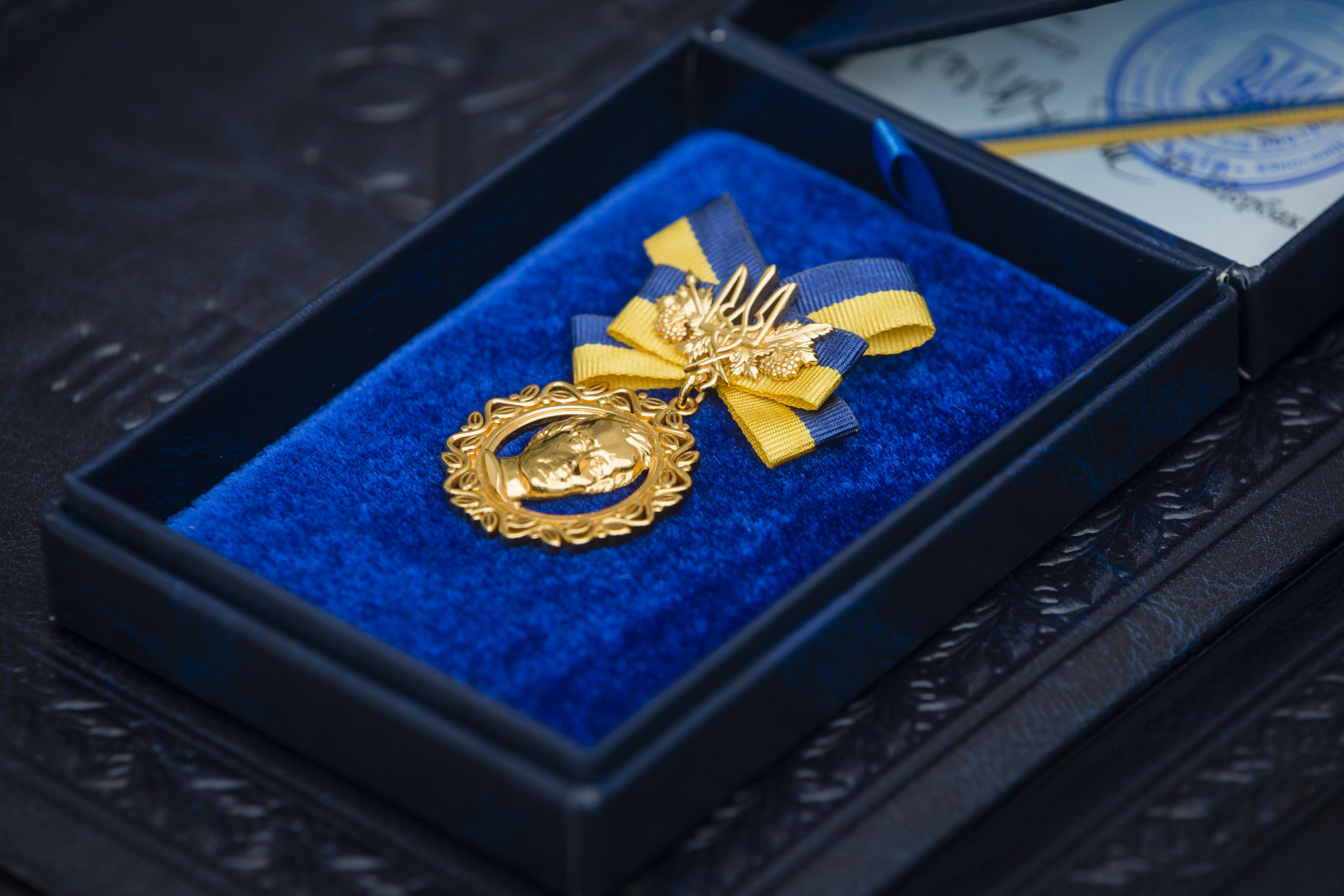
Почесний знак лауреата Шевченківської премії

Почесний знак лавреата Національної премії України імені Тараса Шевченка виготовляється з жовтого металу й має форму круглої медалі з барельєфним зображенням Тараса Шевченка (автопортрет у молодому віці), обрамленим подвійними пружками й просічним вінком рослинного орнаменту.
Усі зображення й написи рельєфні.
Діаметр медалі — 32 мм.
На зворотному боці медалі по колу написи: у верхній частині -«Національна премія України», у нижній — «імені Тараса Шевченка» й вигравіруваний порядковий номер Почесного знака.
Медаль за допомогою кільця з вушком з'єднується з фігурною колодкою у формі банта, обтягнутою стрічкою синього й жовтого кольорів. У центрі колодки розміщено зображення Знака Княжої Держави Володимира Великого на тлі зображень гілок калини, пензля й пера.
Розмір колодки — 24×18 мм.
На зворотному боці колодки — застібка для прикріплення Почесного знака до одягу.

## Лауреати Шевченківської премії
Упродовж 1962—2018 років Шевченківською премією відзначено 648 осіб і 8 колективів. Серед відзначених: 196 письменників, літературознавців, мистецтвознавців, журналістів і публіцистів; 119 діячів образотворчого мистецтва й майстрів народного мистецтва; 136 діячів театру й кіно; 114 музикантів; 82 архітектори, інженери комплексних ландшафтів, поліграфісти й музейні працівники, а також державний і партійний діяч — М. С. Хрущов.

## «Бібліотека Шевченківського комітету»
Комітет із Національної премії України імені Тараса Шевченка, починаючи з 2002 року, започаткував серію видань «Бібліотека Шевченківського комітету» (скорочено «БШК»). У цій серії здійснювалися репрезентативні перевидання творів Шевченківських лавреатів різних років у рамках бюджетної програми «Українська книга». 
За цей час у серії видань «БШК» було випущено понад 110 різних книг із прозовими, поетичними, драматургічними, літературно-критичними, публіцистичними, музичними й мистецькими творами таких талановитих майстрів слова як Михайло Стельмах, Павло Тичина, Володимир Сосюра, Олесь Гончар, Андрій Малишко, Петро Панч, Василь Симоненко, Василь Стус, Платон Воронько, Василь Земляк, Борис Антоненко-Давидович, Микола Вінграновський; митців: Сергій Якутович, Микола Строженко, Андрій Чебикін, Богдан Ступка; композиторів: Платон Майборода, Євген Станкович, Мирослав Скорик, Леся Дичко й інших.

## Шевченківська премія в нумізматиці
У 2011 році було випущено ювілейну монету.
12 травня 2011 року Національним банком України було введено в обіг пам'ятну монету номіналом 5 гривень: «50-річчя заснування Національної премії України імені Тараса Шевченка».
На аверсі монети розміщено вгорі малий Державний Герб України й напис півколом НАЦІОНАЛЬНИЙ БАНК УКРАЇНИ, унизу номінал 5 ГРИВЕНЬ, праворуч від якого логотип Монетного двору Національного банку України й рік карбування монети - 2011; композицію, що символізує номінації (напрями) Національної премії України імені Тараса Шевченка, розгорнута книга, перо, палітра, пензлі й на стилізованому тлі рядки з поезії Тараса Шевченка «І мертвим, і живим…» «…Учітесь, читайте, І чужому научайтесь, Й свого не цурайтесь», а також факсиміле Т. Шевченка.
На реверсі монети розміщено: портрет Шевченка Т. Г. (праворуч), напис 50 РОКІВ НАЦІОНАЛЬНА ПРЕМІЯ УКРАЇНИ ІМЕНІ ТАРАСА ШЕВЧЕНКА (ліворуч), унизу стилізована гілка.